# Hrabstwo Bay (Floryda)
Hrabstwo Bay (ang. Bay County) – hrabstwo w stanie Floryda w Stanach Zjednoczonych. Obszar całkowity hrabstwa obejmuje powierzchnię 1033,27 mil² (2676,16 km²). Według szacunków United States Census Bureau w roku 2009 miało 164 767 mieszkańców.
Hrabstwo powstało w 1913 roku. Na jego terenie znajdują się  obszary niemunicypalne: Alys Beach, Eastside, Fountain, Grande Pointe, Inlet Beach, Port Saint Joe, Rosemary Beach, Seacrest, Southport, Sunnyside, Thomas Drive, Tyndall AFB, West Panama City Beach, Youngstown.
| Populacja hrabstwa w poprzednich latach | Populacja hrabstwa w poprzednich latach |
| Rok                                     | Liczba ludności                         |
| --------------------------------------- | --------------------------------------- |
| 1980                                    | 97 175                                  |
| 1990                                    | 126 994                                 |
| 2000                                    | 148 217                                 |
| 2005                                    | 161 558                                 |

## Miejscowości
- Callaway
- Lynn Haven
- Mexico Beach
- Panama City
- Panama City Beach
- Parker
- Springfield

## CDP
- Cedar Grove
- Laguna Beach
- Lower Grand Lagoon
- Pretty Bayou
- Upper Grand Lagoon